# AB III
AB III (Kurzform für Alter Bridge III) ist das dritte Studioalbum der US-amerikanischen Rockband Alter Bridge.

## Entstehungsgeschichte
2009 wurden Creed wiedervereinigt und brachten ihr Comeback-Album Full Circle heraus. Obwohl Alter Bridge – bis auf Myles Kennedy – aus Creed-Mitgliedern bestand, beschloss man die Band weiterhin bestehen zu lassen und ein neues Album aufzunehmen. Am 21. Juni 2010 teilte die Band mit, dass die Songs fertig aufgenommen wären und nur noch die Songtitel, der Albumtitel, die Trackliste und das Cover noch nicht fertig wären. Weltweit wurde AB III über Roadrunner Records veröffentlicht. Nur in Nordamerika erfolgte die Veröffentlichung über Capitol Records. Somit wechselte die Band für ihr drittes Album zum dritten Mal eine Plattenfirma. Das Album wurde allerdings wie der Vorgänger Blackbird von Michael Baskette produziert. Am 26. September 2010 erschien die erste Single Isolation, welche auch die einzige Single des Albums war, die weltweit veröffentlicht wurde. In Australien und Deutschland wurde zusätzlich I Know It Hurts ausgekoppelt, in den USA erschien Ghost of Days Gone By, in Großbritannien und Deutschland Wonderful Life und abermals in Großbritannien Life Must Go On. Zu Isolation und Wonderful Life gab es auch Musikvideos.

## Trackliste
Die US-amerikanische Version erhielt zusätzlich die Bonustracks Zero und Home. In der japanischen Edition war außerdem der Song Never Born Follow vorzufinden. Sämtliche Bonustracks sind allerdings auch in der Special-Edition AB III.5 enthalten. Diese enthält zusätzlich die einstündige Dokumentation One By One.
| #  | Titel                         | Länge | Anmerkung                                                                  |
| -- | ----------------------------- | ----- | -------------------------------------------------------------------------- |
| 1  | Slip to the Void              | 4:53  |                                                                            |
| 2  | Isolation                     | 4:13  | Erste Single                                                               |
| 3  | Ghost of Days Gone By         | 4:25  | Dritte Single/Zweite Single in den USA                                     |
| 4  | All Hope Is Gone              | 4:49  |                                                                            |
| 5  | Still Remains                 | 4:44  |                                                                            |
| 6  | Make It Right                 | 4:15  |                                                                            |
| 7  | Wonderful Life                | 5:19  | Vierte Single/Dritte Single in Deutschland/Zweite Single in Großbritannien |
| 8  | I Know It Hurts               | 3:55  | Zweite Single/Zweite Single in Australien und Deutschland                  |
| 9  | Show Me a Sign                | 5:56  |                                                                            |
| 10 | Fallout                       | 4:22  |                                                                            |
| 11 | Breathe Again                 | 4:21  |                                                                            |
| 12 | Coeur d’Alene                 | 4:31  |                                                                            |
| 13 | Life Must Go On               | 4:32  | Fünfte Single/Dritte Single in Großbritannien                              |
| 14 | Words Darker Than Their Wings | 5:21  |                                                                            |
| 15 | Zero                          | 4:39  | Nur auf AB III.5 und US-Version                                            |
| 16 | Home                          | 3:29  | Nur auf AB III.5 und US-Version                                            |
| 17 | Never Born to Follow          | 4:06  | Nur auf AB III.5 und Japan-Version                                         |

## Rezeption
Rock-Hard-Redakteur Thomas Kupfer war der Ansicht, das Alter Bridge mit AB III ihre „Alternative-Roots“ verlassen hätten und auf „zeitgemäß produzierten Hard Rock“ setzen würden. Allerdings meinte er, dass das Material diesmal weniger vordergründig sei und sich dem Hörer erst nach mehreren Durchläufen erschließen würde. Er vergab acht von zehn möglichen Punkten. Dennis Piller von Metal1.Info meinte, dass es positiv zu beurteilen wäre, dass sich die Band vom Stil ihrer ersten beiden Alben entfernt hätte und auch alte Fans nach ein paar Durchläufen von dem Album begeistert wären. Er vergab neun von zehn möglichen Punkten.

## Kommerzieller Erfolg

### Chartplatzierungen
| ChartsChartplatzierungen       | Höchstplatzierung | Wochen |
| ------------------------------ | ----------------- | ------ |
| Deutschland (GfK)              | 18 (3 Wo.)        | 3      |
| Österreich (Ö3)                | 15 (3 Wo.)        | 3      |
| Schweiz (IFPI)                 | 15 (3 Wo.)        | 3      |
| Vereinigte Staaten (Billboard) | 17 (3 Wo.)        | 3      |
| Vereinigtes Königreich (OCC)   | 9 (3 Wo.)         | 3      |

### Auszeichnungen für Musikverkäufe
| Land/Region                  | Auszeichnungen für Musikverkäufe (Land/Region, Auszeichnung, Verkäufe) | Verkäufe |
| ---------------------------- | ---------------------------------------------------------------------- | -------- |
| Vereinigtes Königreich (BPI) | Gold                                                                   | 60.000   |
| Insgesamt                    | 1× Silber ·                                                            | 60.000   |